# Football Club Nantes-Atlantique 1994-1995
Questa voce raccoglie le informazioni riguardanti il Football Club Nantes-Atlantique nelle competizioni ufficiali della stagione 1994-1995.

## Stagione
In campionato il Nantes prese la vetta in solitaria alla quinta giornata, mantenendola per tutto l'arco della competizione con dei vantaggi molto ampi sulle inseguitrici, stabilendo alcuni primati come la striscia di trentadue risultati utili consecutivi e una sola sconfitta nel corso del torneo. Al termine del campionato furono dieci i punti di distacco nei confronti dell'Olympique Lione secondo, con il titolo conquistato a due gare dalla conclusione.
Meno degne di nota furono invece le prestazioni nelle coppe, con i Canaris eliminati nelle fasi iniziali dei tornei nazionali e ai quarti di finale di Coppa UEFA, dalla quale uscirono a causa di una pesante sconfitta nella gara di andata contro il Bayer Leverkusen.

## Maglie e sponsor
Lo sponsor tecnico per la stagione 1994-1995 è Diadora, mentre lo sponsor ufficiale è Eurest.
| Manica sinistra · Manica sinistra · Maglietta · Maglietta · Manica destra · Manica destra · Pantaloncini · Calzettoni |

## Organigramma societario
- Presidente: Guy Scherrer

Area tecnica
- Direttore sportivo: Robert Budzynski
- Allenatore: Jean-Claude Suaudeau

## Rosa
| N. |                    | Ruolo | Calciatore           |
| -- | ------------------ | ----- | -------------------- |
|    | Francia (bandiera) | P     | Dominique Casagrande |
|    | Francia (bandiera) | P     | Jean-Louis Garcia    |
|    | Francia (bandiera) | P     | Éric Loussouarn      |
|    | Francia (bandiera) | P     | David Marraud        |
|    | Francia (bandiera) | D     | Eddy Capron          |
|    | Francia (bandiera) | D     | Éric Decroix         |
|    | Francia (bandiera) | D     | Laurent Guyot        |
|    | Francia (bandiera) | D     | Serge Le Dizet       |
|    | Francia (bandiera) | D     | Ludovic Mary         |
|    | Francia (bandiera) | D     | Stéphane Moreau      |
|    | Francia (bandiera) | D     | Christophe Pignol    |
|    | Francia (bandiera) | C     | Stéphane Boulila     |

| N. |                    | Ruolo | Calciatore         |
| -- | ------------------ | ----- | ------------------ |
|    | Francia (bandiera) | C     | Benoît Cauet       |
|    | Francia (bandiera) | C     | Jean-Michel Ferri  |
|    | Francia (bandiera) | C     | David Garcion      |
|    | Francia (bandiera) | D     | Christian Karembeu |
|    | Francia (bandiera) | C     | Claude Makélélé    |
|    | Ciad (bandiera)    | C     | Japhet N'Doram     |
|    | Francia (bandiera) | C     | Reynald Pedros     |
|    | Francia (bandiera) | C     | Franck Renou       |
|    | Francia (bandiera) | A     | Patrice Loko       |
|    | Francia (bandiera) | A     | Nicolas Ouédec     |
|    | Nigeria (bandiera) | A     | Samson Siasia      |

## Risultati

### Coppa UEFA
| Arbitro: | Varga |

|                                           |           |                        |
| Geraščenko 43’ Nechay 65’ Vertennikov 77’ | Marcatori | 28’ Ouédec 81’ N'Doram |

| Arbitro: | Schüttengruber |

|                          |           |  |
| Ouédec 29’, 61’ Loko 75’ | Marcatori |  |

| Arbitro: | Agius |

|                        |           |  |
| Ouédec 32’ (rig.), 61’ | Marcatori |  |

| Arbitro: | Olsen |

|                |           |                 |
| Polstyanov 69’ | Marcatori | 47’, 63’ Ouédec |

| Arbitro: | Gallagher |

|                                             |           |  |
| Loko 15’ Ferri 33’ N'Doram 34’ Makélélé 82’ | Marcatori |  |

| Arbitro: | Krug |

|                    |           |                      |
| Herr 76’ Marin 82’ | Marcatori | 30’ Loko 31’ N'Doram |

| Arbitro: | Coroado |

|                                                    |           |            |
| Lehnhoff 9’ Kirsten 18’, 90’ Paulo Sérgio 78’, 84’ | Marcatori | 63’ Ouédec |

| Nantes 14 marzo 1995 Quarti di finale - Ritorno | Nantes-Atlantique | 0 – 0 referto | Bayer Leverkusen | Stade de la Beaujoire (35.000 spett.)\| Arbitro: \| Ceccarini \| |
| Arbitro:                                        | Ceccarini         |               |                  |                                                                  |

## Statistiche

### Statistiche di squadra
| Competizione      | Punti | In casa | In casa | In casa | In casa | In casa | In casa | In trasferta | In trasferta | In trasferta | In trasferta | In trasferta | In trasferta | Totale | Totale | Totale | Totale | Totale | Totale | DR  |
| Competizione      | Punti | G       | V       | N       | P       | Gf      | Gs      | G            | V            | N            | P            | Gf           | Gs           | G      | V      | N      | P      | Gf     | Gs     | DR  |
| ----------------- | ----- | ------- | ------- | ------- | ------- | ------- | ------- | ------------ | ------------ | ------------ | ------------ | ------------ | ------------ | ------ | ------ | ------ | ------ | ------ | ------ | --- |
| Division 1        | 79    | 19      | 14      | 5       | 0       | 36      | 8       | 19           | 7            | 11           | 1            | 29           | 19           | 38     | 21     | 16     | 1      | 71     | 34     | +37 |
| Coppa di Francia  | -     | 0       | 0       | 0       | 0       | 0       | 2       | 2            | 1            | 1            | 0            | 3            | 1            | 2      | 1      | 1      | 0      | 3      | 1      | +2  |
| Coupe de la Ligue | -     | 0       | 0       | 1       | 0       | 1       | 1       | 1            | 1            | 0            | 0            | 3            | 0            | 2      | 1      | 1      | 0      | 4      | 1      | +3  |
| Coppa UEFA        | -     | 4       | 3       | 1       | 0       | 9       | 0       | 4            | 1            | 1            | 2            | 7            | 9            | 8      | 4      | 2      | 3      | 16     | 8      | +8  |
| Totale            | -     | 23      | 17      | 7       | 0       | 46      | 9       | 26           | 10           | 13           | 3            | 42           | 29           | 50     | 27     | 20     | 4      | 94     | 44     | +50 |

### Andamento in campionato
| Giornata  | 1 | 2 | 3 | 4 | 5 | 6 | 7 | 8 | 9 | 10 | 11 | 12 | 13 | 14 | 15 | 16 | 17 | 18 | 19 | 20 | 21 | 22 | 23 | 24 | 25 | 26 | 27 | 28 | 29 | 30 | 31 | 32 | 33 | 34 | 35 | 36 | 37 | 38 |
| --------- | - | - | - | - | - | - | - | - | - | -- | -- | -- | -- | -- | -- | -- | -- | -- | -- | -- | -- | -- | -- | -- | -- | -- | -- | -- | -- | -- | -- | -- | -- | -- | -- | -- | -- | -- |
| Luogo     | C | T | C | T | C | T | C | T | C | T  | C  | T  | C  | T  | C  | C  | T  | C  | T  | C  | T  | C  | T  | C  | T  | C  | T  | C  | T  | C  | T  | C  | T  | T  | C  | T  | C  | T  |
| Risultato | N | V | V | V | V | N | V | N | V | V  | N  | N  | V  | N  | V  | V  | N  | N  | V  | N  | V  | V  | V  | V  | N  | V  | N  | V  | N  | V  | N  | V  | P  | V  | N  | N  | V  | N  |
| Posizione | 5 | 3 | 2 | 2 | 1 | 1 | 1 | 1 | 1 | 1  | 1  | 1  | 1  | 1  | 1  | 1  | 1  | 1  | 1  | 1  | 1  | 1  | 1  | 1  | 1  | 1  | 1  | 1  | 1  | 1  | 1  | 1  | 1  | 1  | 1  | 1  | 1  | 1  |

Fonte:  Classements Ligue 1, su lfp.fr.
Legenda:

Luogo: C = Casa; T = Trasferta. Risultato: V = Vittoria; N = Pareggio; P = Sconfitta.

### Statistiche dei giocatori
| Giocatore     | Division 1 | Division 1 | Division 1  | Division 1 | Coppa di Francia | Coppa di Francia | Coppa di Francia | Coppa di Francia | Coppa di Lega | Coppa di Lega | Coppa di Lega | Coppa di Lega | Coppa UEFA | Coppa UEFA | Coppa UEFA  | Coppa UEFA | Totale   | Totale | Totale      | Totale     |
| Giocatore     | Presenze   | Reti       | Ammonizioni | Espulsioni | Presenze         | Reti             | Ammonizioni      | Espulsioni       | Presenze      | Reti          | Ammonizioni   | Espulsioni    | Presenze   | Reti       | Ammonizioni | Espulsioni | Presenze | Reti   | Ammonizioni | Espulsioni |
| ------------- | ---------- | ---------- | ----------- | ---------- | ---------------- | ---------------- | ---------------- | ---------------- | ------------- | ------------- | ------------- | ------------- | ---------- | ---------- | ----------- | ---------- | -------- | ------ | ----------- | ---------- |
| S. Boulila    | 0          | 0          | 0           | 0          | 0                | 0                | 0                | 0                | 0             | 0             | 0             | 0             | 0          | 0          | 0           | 0          | 0        | 0      | 0           | 0          |
| E. Capron     | 30         | 1          | 5           | 0          | 1                | 0                | 0                | 0                | 2             | 0             | 0             | 0             | 7          | 0          | 0           | 0          | 40       | 1      | 5           | 0          |
| D. Casagrande | 20         | -?         | 0           | 0          | 0                | -0               | 0                | 0                | 1             | -?            | 0             | 0             | 4          | -?         | 0           | 0          | 25       | -0+    | 0           | 0          |
| B. Cauet      | 25         | 1          | 2           | 1          | 1                | 0                | 0                | 0                | 2             | 0             | 0             | 0             | 6          | 0          | 0           | 0          | 34       | 1      | 2           | 1          |
| É. Decroix    | 35         | 0          | 8           | 0          | 2                | 1                | 0                | 0                | 2             | 0             | 0             | 0             | 7          | 3          | 0           | 0          | 46       | 4      | 8           | 0          |
| J.M. Ferri    | 33         | 0          | 6           | 0          | 2                | 0                | 0                | 0                | 1             | 0             | 0             | 0             | 7          | 0          | 1           | 1          | 43       | 0      | 7           | 1          |
| J.L. Garcia   | 1          | -?         | 0           | 0          | 0                | -0               | 0                | 0                | 0             | -0            | 0             | 0             | 2          | -?         | 0           | 0          | 3        | -0+    | 0           | 0          |
| D. Garcion    | 3          | 0          | 0           | 0          | 1                | 0                | 0                | 0                | 1             | 0             | 0             | 0             | 1          | 0          | 0           | 0          | 6        | 0      | 0           | 0          |
| L. Guyot      | 15         | 0          | 2           | 2          | 2                | 1                | 0                | 0                | 2             | 0             | 1             | 0             | 2          | 0          | 0           | 0          | 21       | 1      | 3           | 2          |
| C. Karembeu   | 34         | 3          | 7           | 1          | 1                | 0                | 0                | 0                | 2             | 0             | 0             | 0             | 7          | 0          | 1           | 0          | 44       | 3      | 8           | 1          |
| S. Le Dizet   | 37         | 0          | 5           | 0          | 1                | 0                | 0                | 0                | 2             | 0             | 0             | 0             | 8          | 0          | 0           | 0          | 48       | 0      | 5           | 0          |
| P. Loko       | 37         | 22         | 2           | 0          | 1                | 0                | 0                | 0                | 2             | 0             | 0             | 0             | 8          | 3          | 0           | 0          | 48       | 25     | 2           | 0          |
| É. Loussouarn | 5          | -?         | 0           | 0          | 2                | -?               | 0                | 0                | 1             | -?            | 0             | 0             | 0          | -0         | 0           | 0          | 8        | -0+    | 0           | 0          |
| C. Makélélé   | 36         | 3          | 3           | 0          | 2                | 0                | 0                | 0                | 1             | 1             | 0             | 0             | 8          | 1          | 1           | 0          | 47       | 5      | 4           | 0          |
| D. Marraud    | 14         | -?         | 0           | 0          | 0                | -0               | 0                | 0                | 0             | -0            | 0             | 0             | 3          | -?         | 0           | 0          | 17       | -0+    | 0           | 0          |
| L. Mary       | 0          | 0          | 0           | 0          | 0                | 0                | 0                | 0                | 0             | 0             | 0             | 0             | 0          | 0          | 0           | 0          | 0        | 0      | 0           | 0          |
| S. Moreau     | 9          | 0          | 1           | 0          | 1                | 0                | 0                | 0                | 0             | 0             | 0             | 0             | 0          | 0          | 0           | 0          | 10       | 0      | 1           | 0          |
| J. N'Doram    | 32         | 12         | 4           | 2          | 0                | 0                | 0                | 0                | 1             | 1             | 0             | 0             | 8          | 3          | 1           | 0          | 41       | 16     | 5           | 2          |
| N. Ouédec     | 33         | 18         | 2           | 0          | 2                | 0                | 1                | 0                | 1             | 0             | 0             | 0             | 8          | 8          | 0           | 0          | 44       | 26     | 3           | 0          |
| R. Pedros     | 32         | 5          | 4           | 1          | 2                | 0                | 0                | 0                | 2             | 1             | 0             | 0             | 7          | 0          | 1           | 1          | 43       | 6      | 5           | 2          |
| C. Pignol     | 30         | 2          | 7           | 0          | 2                | 0                | 0                | 0                | 2             | 0             | 0             | 0             | 8          | 0          | 1           | 0          | 42       | 2      | 8           | 0          |
| F. Renou      | 11         | 2          | 0           | 0          | 2                | 0                | 0                | 0                | 1             | 0             | 0             | 0             | 1          | 0          | 0           | 0          | 15       | 2      | 0           | 0          |
| S. Siasia     | 13         | 0          | 0           | 0          | 1                | 0                | 0                | 0                | 0             | 0             | 0             | 0             | 2          | 0          | 0           | 0          | 16       | 0      | 0           | 0          |